# Evolução maxilar em peixes
O surgimento e evolução da maxila foi uma etapa fundamental para a evolução dos vertebrados. Essa estrutura surgiu em Gnatostomados, e possibilitou a abertura e fechamento da boca, contribuindo para o aparecimento de novos nichos e inovações no modo de vida, alimentação e comportamento dos peixes. As maxilas superior e inferior são derivadas dos pares anteriores dos arcos branquiais, e ainda há diversas discussões acerca do seu surgimento.
A teoria serial, por exemplo, trata-se da origem da maxila a partir dos dois primeiros arcos branquiais. Nessa teoria, o primeiro arco branquial teria originado o arco mandibular, ou seja, as maxilas superior (palatoquadrado) e inferior (cartilagem de Meckel), e o segundo arco branquial formou o arco hioide.
Há diversos tipos de inserção de maxila (também chamados de suspensão), que surgiram ao longo da evolução dos Gnatostomados. A suspensão paleostílica é a encontrada nos agnatos, em que não há abertura e fechamento da boca. A suspensão euautostílica corresponde a estrutura maxilar mais basal, presente em Placodermi e Acanthodii, onde o arco mandibular não está conectado com o arco hioide. Ao longo da evolução dos peixes, surgiu a suspensão anfistílica, presente nos tubarões basais, onde o palatoquadrado está conectada com o crânio em diversos pontos. Já a suspensão hiostílica possibilitou uma maior abertura da boca, pois a mandíbula passou a se conectar mais com a hiomandíbula.
O mecanismo de captura varia entre os diversos grupos de peixes, e estão relacionados com a morfologia do hioide. Em elasmobrânquios mais especializados em captura, por exemplo, a hiomandíbula é modificada para permitir a maior abertura da boca, enquanto os peixes sugadores apresentam estruturas hiomandibulares e bucais especializadas em sucção. Nos tubarões que capturam as presas, por exemplo, a cartilagem de Meckel e o palatoquadrado podem ser projetados juntos, produzindo uma mordida ágil.